# Entodon tokyensis
Entodon tokyensis är en bladmossart som beskrevs av Iishiba 1929. Entodon tokyensis ingår i släktet Entodon och familjen Entodontaceae. Inga underarter finns listade i Catalogue of Life.